# Patrick Dyrestam
Patrick Robin Dyrestam, född 11 mars 1996 i Borås, är en svensk före detta fotbollsspelare. Han är bror till fotbollsspelaren Mikael Dyrestam.

## Klubbkarriär
Dyrestam började spela fotboll i IFK Göteborg 2000. Han flyttades upp i A-laget sommaren 2014.
I juli 2015 lånades han ut till Utsiktens BK. Dyrestam debuterade i Superettan den 3 oktober 2015 i en 1–0-förlust mot AFC United, där han byttes in i den 80:e minuten mot David Johansson. Totalt spelade han endast tre matcher för klubben.
I december 2015 lånades Dyrestam ut till Ängelholms FF. Han debuterade för klubben den 11 april 2016 i en 1–0-vinst över Örgryte IS. Efter säsongen 2016 kom Dyrestam överens med IFK Göteborg om att bryta hans kontrakt.
I mars 2017 värvades Dyrestam av Assyriska BK. I januari 2018 värvades Dyrestam av Norrby IF, där han skrev på ett treårskontrakt. I mars 2019 skrev Dyrestam på för Syrianska FC. I juni 2020 gick han till division 2-klubben Vårgårda IK.